# Casimir Oudin
Pour les articles homonymes, voir Oudin.
Casimir  Oudin (ou Rémi-Casimir  Oudin), né le 11 février 1638 à Mézières (Ardennes) et mort en septembre 1717 à Leyde (Pays-Bas), est historien et professeur de théologie français.

## Biographie
Casimir Oudin fit ses études au collège des Jésuites de Charleville, puis entra dans l'ordre des Prémontrés.
Il vint à l'abbaye de Bucilly (Aisne), où il fit sa théologie. L'abbaye de Bucilly était alors un centre intellectuel.
Les religieux, possesseurs de nombreuses dîmes recommençaient à y jouir d'une certaine aisance depuis la fin des guerres. Ils avaient une bibliothèque des mieux garnies.
De Bucilly, Oudin fut envoyé à l'abbaye Notre-Dame de Mureau en 1669, comme professeur. Il devint grand prieur de ce monastère, obtint la cure d'Epinay-sous-Gamache en 1675, puis rentra au couvent de Bucilly pour s'y livrer à l'étude.
Il a été rapporté comment le père Oudin reçut le roi Louis XIV lors de son passage à Bucilly. Oudin fut, semble t-il, blessé de la froideur du roi, d'autant plus que les moines de Bucilly pour conserver le souvenir de cette royale visite en firent graver la date sur le marbre et placèrent dans leur église, sous une brillante image du soleil, l'inscription qui suit:
Gaudarum currens, sol viator hic stetit.
Oudin quitta Bucilly peu après. Michel II de Colbert-Terron, abbé de Prémontré, le chargea d'extraire des archives de l'ordre les pièces qui pouvaient servir à une histoire littéraire dont il s'occupait.
Au retour d'un voyage qu'il avait fait dans ce but, Oudin fut nommé en 1682, sous prieur de l'abbaye de Cuissy, près de Laon. Cuissy était une riche abbaye de l'ordre de Prémontré.
Puis Oudin pour terminer ses études historiques, alla habiter Paris. Il entra en relations avec les bénédictins de Saint-Maur. Caractère indépendant il s'était lié, quoique prêtre catholique, avec le ministre protestant Pierre Jurieu qui occupait une chaire de théologie à Sedan.
Il fut bientôt renvoyé de Paris à Bucilly où il fut relégué aux très modestes fonctions de prieur de la paroisse, et de là, en 1684, envoyé dans l'abbaye de Ressons près de Beauvais où il fut traité avec une grande sévérité.
Il s'évada de ce couvent en 1690, passa en Hollande et abjura publiquement le catholicisme à Leyde (Pays-Bas) et fut nommé sous-bibliothécaire de l'Université, place qu'il remplit jusqu’à sa mort. Il rendit compte des motifs de sa conversion dans un ouvrage publié en 1692 sous ce titre le Prémontré défroqué, et il fit paraître encore quelques ouvrages importants sur les auteurs ecclésiastiques, comme De scripto ribus Ecclesioe antiquis. Ce fut son ouvrage capital, il s'est attaché à corriger les erreurs et les omissions de Robert Bellarmin, Antoine Possevin, Philippe Labbe, William Cave, Louis Ellies Dupin, etc.
Oudin en Hollande put conserver d'excellentes relations avec Pierre Jurieu qui habitait Rotterdam où il mourut en 1713.
Oudin mourut à Leyde en septembre 1717. Il avait acquis l'estime générale par son savoir et la pureté de ses mœurs.

## Sources et références
1. ↑  Les personnages célèbres nés à Charleville et à Mézières
2. ↑  Histoire du village de Bucilly et de son abbaye, Alfred Desmasures, Imprimerie du Nord de la Thiérache, Hirson, 1892
3. ↑  De scripto ribus Ecclesioe antiquis, Leipzig, 1722, 3 volumes in-folio